# Ruine Hohburg
Die Ruine Hohburg ist eine abgegangene mittelalterliche Höhenburg aus dem 13. Jahrhundert und steht in der Schweizer Gemeinde Belp im Kanton Bern.

## Lage und Beschreibung
Die Ruine Hohburg steht auf halber Höhe am Nordhang des Belpbergs. Der Burghügel liegt auf einem vorspringenden Felssporn, der durch einen verschütteten Halsgraben vom auf drei Seiten steil abfallenden Abhang getrennt ist. Mauerreste sind an drei Seiten sichtbar.

## Geschichte
Die erstmals 1107 genannten Freiherren von Belp erwarben im 12. Und 13. Jahrhundert Gerenstein und die Herrschaft von Montenach bei Peterlingen und nannten sich fortan wegen ihres bevorzugten Aufenthaltsorts von Belp-Montenach. Nach der Schlacht am Dornbühl 1298, bei der die von Belp auf der Seite Freiburgs standen, wurde die Hohburg von den Bernern zehn Tage lang belagert und danach zerstört und nicht wiederaufgebaut, wie auch die Burg Gerenstein. Bern erzwang 1306 einen Burgrechtsvertrag, und Freiherr Ulrich von Belp II. musste für zehn Jahre das Berner Burgerrecht annehmen. Dafür durfte er eine Holzburg an der Gürbe erbauen, die 1783 abgebrochen wurde. 1383 verkaufte Katharina von Belp, die Ehefrau von Pierre d’Estavayer, die Herrschaft Belp an Petermann von Wabern. Die Herrschaft Montenach ging 1443 an das Haus Savoyen zurück, die Burg Montenach kam 1476 unter Freiburger Kontrolle und brannte 1504 ab.

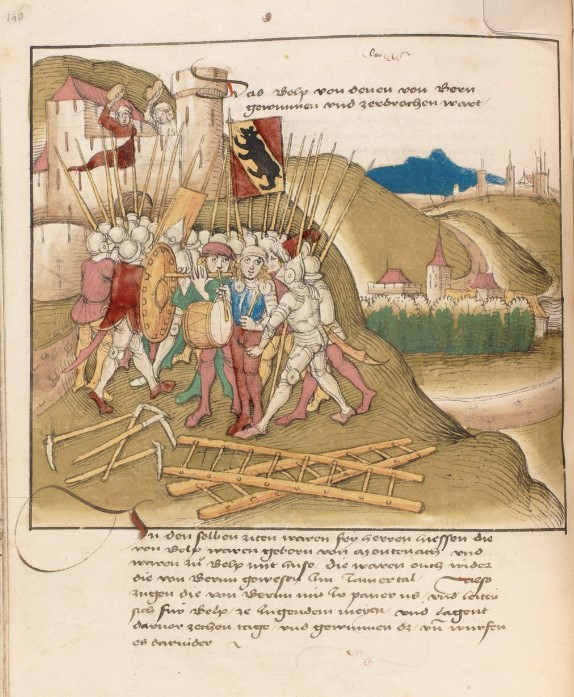
Belagerung der Hohburg 1289 in der Spiezer Chronik des Diebold Schilling
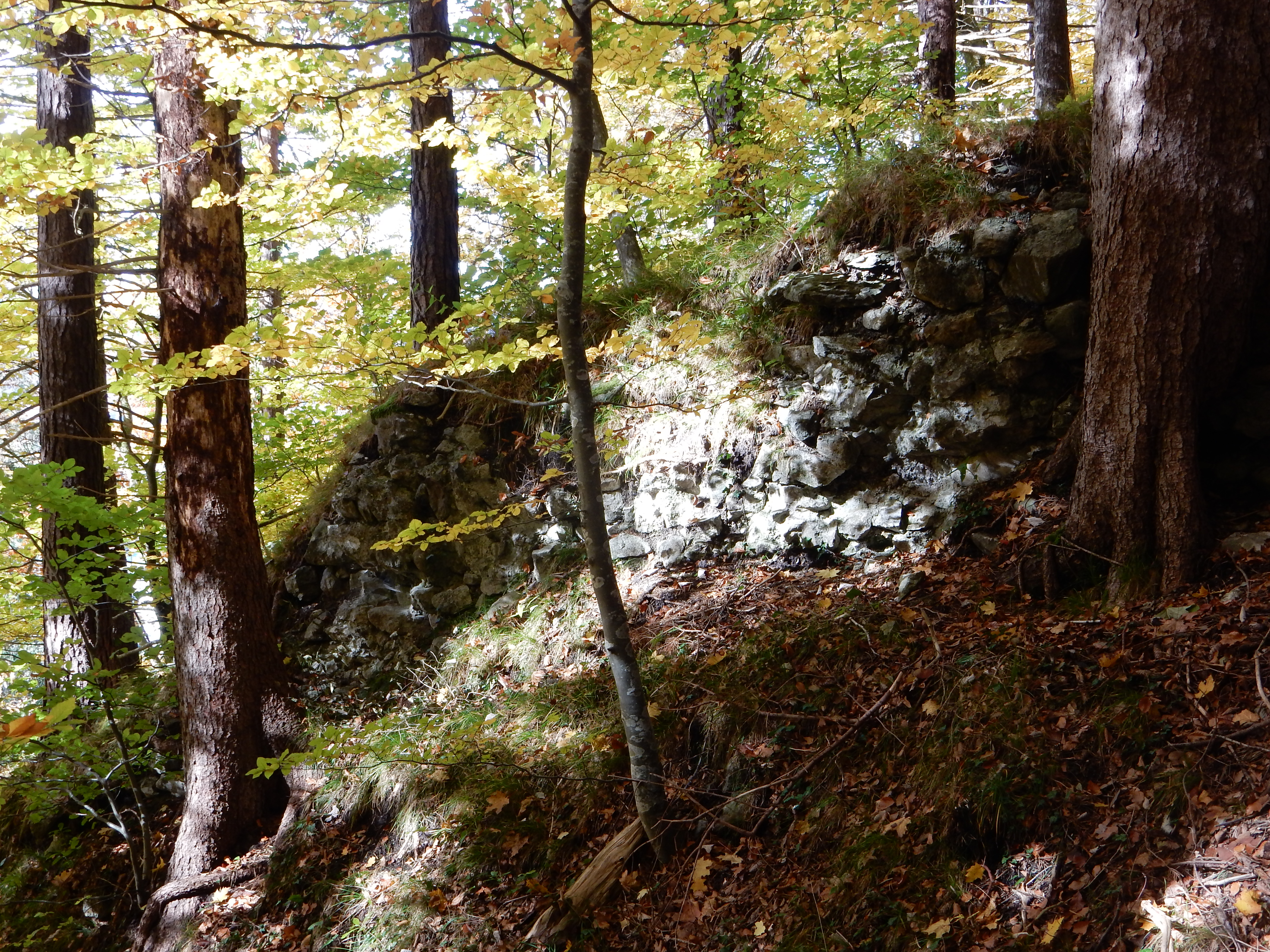
Mauerreste
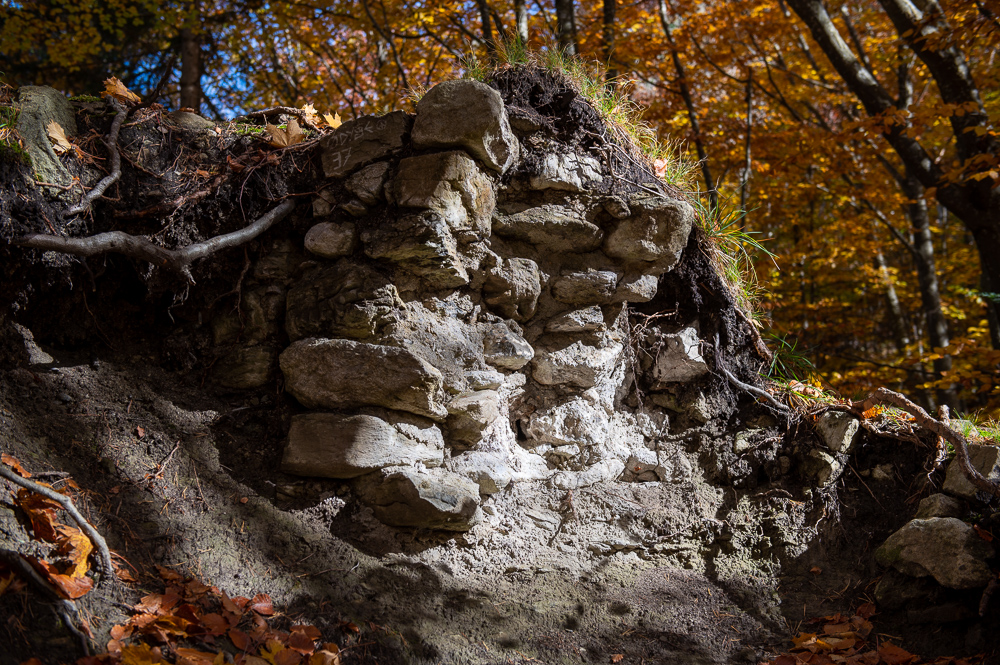
Mauerreste
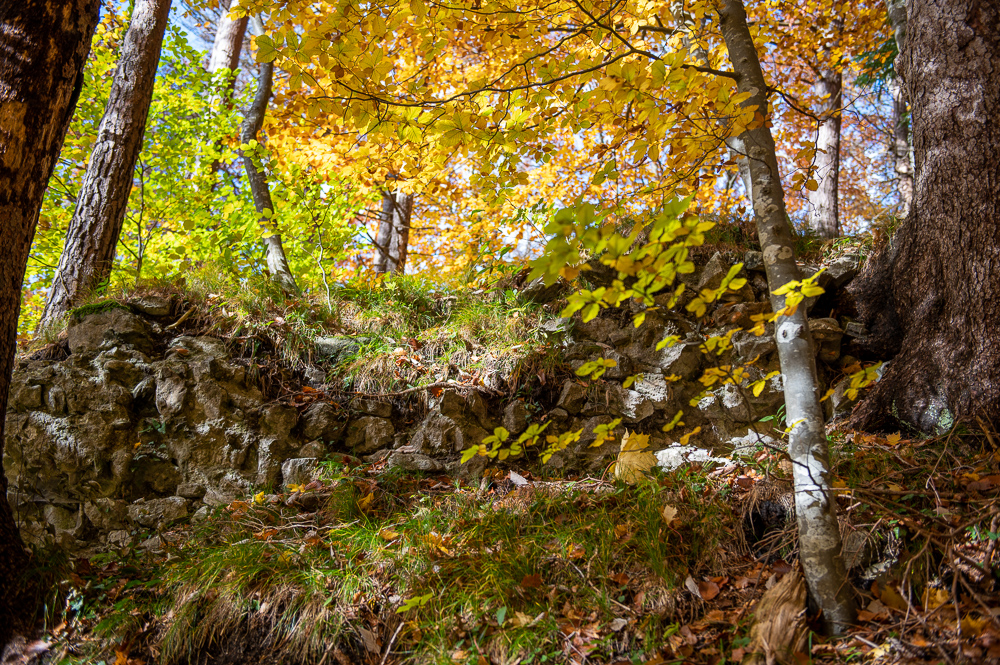
Mauerreste